# ʿUkāz
ʿUkāz (arabisch سوق عكاظ, DMG Sūq ʿUkāẓ) war ein Jahrmarkt im vorislamischen Arabien. 

## Geschichte
Der Marktplatz befand sich südöstlich von Mekka zwischen Naḫla und at-Tā'if inmitten des Stammesgebiets der Hawāzin sowie strategisch günstig an der Weihrauchstraße durch das westliche Arabien positioniert. Neben den beiden anderen bedeutenden Festen jener Zeit, dem Madǧanna und Ḏū l-madjāz, war ʿUkāẓ jedoch das Bedeutendste.
Abgehalten wurde das Fest im Monat Ḏū l-qaʿda, gerade vor dem Antritt der Pilgerreise nach Mekka und ʿArafāt, die es bereits in vorislamischer Zeit gab. Der ʿUkāẓ-Markt war Schauplatz zahlreicher wichtiger historischer Ereignisse, wie dem Fidschar-Krieg zwischen den Quraišiten und den Hawāzin.
Neben der Funktion als Marktplatz, wo es primär um den Kauf und Verkauf von Waren ging, war ʿUkāẓ auch ein wichtiger Treffpunkt für die Anführer der damaligen Stämme und somit für den Zusammenhalt der Stammesgemeinschaften. Nach dem Aufstieg des Islams verlor der ʿUkāẓ-Markt zunehmend an Bedeutung.